# Germanes Fleta
Les germanes Elia (Madrid, 13 de febrer de 1928) i Paloma Fleta Mirat (Madrid - Estats Units, inicis de la dècada del 1980) van ser unes cantants a duo de música lleugera i jazz entre los anys 1950 i 1970. Filles del tenor líric espanyol Miguel Fleta, el 1954 van guanyar un Premi Ondas a la millor atracció nacional de l'any. El 1960 el duet es va trencar a causa del fet que Paloma Fleta se'n va a viure als Estats Units i Elia emprèn la seva carrera en solitari.

## Discografia
- Mulita / Pénjamo (Columbia, 1952)
- Ya Llegó la Primavera / Vamos Siempre Caminando (Columbia, 1953)
- Amor de mi Alma / Española (Regal, 1954)
- Canción de la Calle / Canta Guitarra / Amor de mi Alma / Española (Regal, 1954)
- La Palomita / Primavera en Río / María la O / María Soledad (Regal, 1955)
- Chino Li-Wong / Una Sonrisa para Vos / Oración Inca / Las Tres Carabelas (Regal, 1955)
- Carnavalito Inca / Sabor de Engaño / Ven / Vuelve a tu Nido (Regal, 1955)
- El Cha-Ca-Chá del Tren / María la O / Ya Sé que Tienes Novia / Háblame sin Palabras (Montilla, 1958)